# Андрей Гяуров
Андрей Тодоров Гяуров е български просветен деец и историк.

## Биография
Андрей Гяуров е роден в село Плевня, Драмско (днес Петруса, Гърция) в 1856 година. Завършва училището в родното си село и преподава в него три години. Заедно със свещеник Партений и Андрей А. Букурещлиев е сред най-активните членове на българската община в Плевня. Дарява бащината си къща в селото за българско училище. Влиза в конфликт с пристигналия в Плевня гръцки драмски владика и е принуден да бяга в Лозенград. Работи една година като български учител в Одрин, а през 1881 и 1882 година – в Цариград.
Учи в Московския учителски институт от 1882 до 1885 година, като стипендиант на Източнорумелийскто правитество. След завръщането си преподава в Казанлък, Стара Загора и в Девическата гимназия в Пловдив. В Пловдив се включва активно в борбата против гърцизма. Повежда българите за завладяване на църквата „Света Марина“ и изгаря събраните гръцки книги на Бунарджика. Ръководи нахлуването в Гръцкия клуб, след което са открити документи уличаващи пловдивските гърци във връзки с гръцките андарти в Македония.
Гяуров се занимава с журналистика, публикува исторически документи и преводи в списание „Илюстрация Светлина“. Сътрудничи на „Вечерна поща“. Автор е на книгата „Кратки бележки за миналото и сегашното на Пловдив“ (1899) и на книга за българското присъствие в Цариград. Мести се в София, където работи като инспектор в Министерство на финансите.